# Emeis (Orpea)
Emeis (vroeger Orpea) is een Frans privébedrijf actief op het gebied van gezondheidszorg en huisvesting voor bejaarden. Het bedrijf werd opgericht in 1989 door de neuropsychiater Jean-Claude Marian. De onderneming beheert een keten van bejaardentehuizen en woonzorgcentra over de gehele wereld. Het werd in 2002 op de beurs genoteerd. Het winstmodel van Orpea leidde al regelmatig tot schandalen.
Op 20 maart 2024 voerde Orpea een naamswijziging door en werd het omgedoopt tot Emeis, wat 'wij' betekent in het oud-Grieks. De nieuwe naam belichaamt de ambitie, zo zegt de organisatie zelf, om het collectieve centraal te zetten. Daarmee wil de groep een nieuwe start nemen.

## Instellingen
De groep beheert een netwerk van 1.156 inrichtingen en 116.514 bedden in 23 landen:
- Frankrijk: 354 faciliteiten
- België, Luxemburg, Nederland, Ierland: 232 faciliteiten
- Duitsland, Zwitserland, Italië: 268 faciliteiten
- Spanje, Portugal, Chili, Brazilië, Uruguay, Colombia, Mexico: 158 faciliteiten
- China: 2 vestigingen

In België beheert Emeis vandaag bijna 7.500 bedden, verspreid over 61 woonzorgcentra.

## Wanbeheer
De onderneming heeft een lange historiek van (beschuldigen van) wanbeheer in de bejaardentehuizen: in 2015, 2016-2017, 2018 en als laatste in 2022. Het boek Les Fossoyeurs (De doodgravers) van journalist Victor Castanet gaat dieper in op deze beschuldigingen. De Vlaamse zorginspectie verhoogde sedert 2022 het toezicht op de rusthuizen van de groep.